# فيرخنيتشوسوفسكي غورودكي
فيركنيتشوسوفسكيي غورودكي (بالروسية: Верхнечусовские Городки) هي مدينة في مقاطعة بيرم كراي في روسيا.
يبلغ عدد سكانها حوالي 2257   نسمة.